# Aveyron
Aveyron (12; en occitano Avairon) es un departamento francés situado en el sur del país. Forma parte de la región de Occitania.
Su gentilicio en idioma francés es Aveyronnais (femenino: Aveyronnaises).

## Historia
Aveyron es uno de los 83 departamentos franceses creados el 4 de marzo de 1790 durante la Revolución francesa. Fue creado con la mayor parte del territorio de la antigua provincia occitana de Rouergue y nombrado por el río Aveyron que cruza el departamento. La bandera del departamento es la misma usada en la provincia de Rouergue.
Los primeros habitantes históricos de la región fueron miembros de la tribu gala llamada por los romanos: ruthenii (Rutenos). Antes que ellos ocuparan la región, el área estuvo habitada por pueblos que construyeron muchas ruinas prehistóricas, incluyendo a más de 1000 dólmenes, más que en cualquier otro departamento francés.
En 1808, el cantón de Saint-Antonin-Noble-Val fue transferido al nuevo departamento de Tarn y Garona.

## Geografía

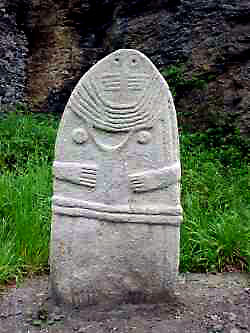
Menhir La Dame de Saint-Sernin

Aveyron forma parte de la región de Occitania en el sur de Francia, y es el sexto departamento francés en superficie con 8.735,1 km². Previamente a 2016, junto a otros siete departamentos, conformaba la región de Mediodía-Pirineos.
El departamento limita con 7 departamentos de 2 regiones:
- Auvernia-Ródano-Alpes
  - Cantal (norte)
- Occitania
  - Lozère (noreste)
  - Gard (este)
  - Hérault (sureste)
  - Tarn (sur)
  - Tarn y Garona (oeste)
  - Lot (noroeste)

Aveyron se encuentra en la parte sur del Macizo Central (Massif Central) de Francia. Aproximadamente un tercio del territorio del departamento corresponde a las áreas montañosas (la meseta de Aubrac y el macizo de Levezou), con el punto más alto del departamento en el lugar llamado Cazalets con 1.463m de altitud; los dos tercios restantes están ocupados por colinas y mesetas (Ségala, Viadène, Lagast y Grands Causses), con unos pocos valles.
Los principales ríos de Aveyron son:
- Lot, que cruza el norte del departamento;
- Tarn, que cruza por el sur; y
- Aveyron, que cruza por el centro.

Esos tres ríos fluyen de este a oeste, siguiendo la pendiente general del departamento. El río Aveyron, que le da el nombre al departamento, es afluente del Tarn mientras que el Lot y el Tarn son afluentes del río Garona.

### Clima
El clima de Aveyron es subtropical con veranos secos, Csb (clima oceánico de veranos secos) según la clasificación climática de Köppen.
La temperatura media anual en Millau es de 10,9 °C. El mes más cálido, en promedio, es julio con una temperatura media de 19,9 °C. El mes más frío, en promedio, es enero con una temperatura media de 3,2 °C.
La precipitación promedio anual en Millau es de 731,5 mm. El mes con más precipitación promedio es septiembre con 78,7 mm de precipitación. El mes con la menor precipitación promedio es julio con 40,6 mm.

## División administrativa
El departamento de Aveyron se divide en 3 distritos (en francés: arrondissements), 23 cantones y 304 comunas.
| Código INSEE | Distrito                 | Capital                  | Población (2012) | Superficie (km²) | Densidad (Inh./km²) | Comunas |
| ------------ | ------------------------ | ------------------------ | ---------------- | ---------------- | ------------------- | ------- |
| 121          | Millau                   | Millau                   | 70 742           | 3467             | 20,4                | 101     |
| 122          | Rodez                    | Rodez                    | 141 635          | 3974             | 35,6                | 139     |
| 123          | Villefranche-de-Rouergue | Villefranche-de-Rouergue | 63 852           | 1293             | 49,4                | 64      |

La siguiente es la lista de los 23 cantones del departamento de Aveyron luego de la reorganización de los cantones en Francia que entró en vigor en marzo de 2015:
1. Aubrac et Carladez
2. Aveyron et Tarn
3. Causse-Comtal
4. Causses-Rougiers
5. Ceor-Ségala
6. Enne et Alzou
7. Lot et Dourdou
8. Lot et Montbazinois
9. Lot et Palanges
10. Lot et Truyère
11. Millau-1
12. Millau-2
13. Monts du Réquistanais
14. Nord-Lévezou
15. Raspes et Lévezou
16. Rodez-1
17. Rodez-2
18. Rodez-Onet
19. Saint-Affrique
20. Tarn et Causses
21. Vallon
22. Villefranche-de-Rouergue
23. Villeneuvois et Villefranchois

## Población
Aveyron tiene una población, en 2012, de 276.229, para una densidad de población de 31,6 habitantes/km². El distrito de Rodez, con 141 635 habitantes, es el más poblado de los distritos de Aveyron. Los otros dos distritos, Millau y Villefranche-de-Rouergue, tienen  70 742 y 63 852 habitantes, respectivamente.
Las 10 ciudades más pobladas en el departamento son:
| Ciudad                   | Población (2012) | Distrito                 |
| ------------------------ | ---------------- | ------------------------ |
| Rodez                    | 23 744           | Rodez                    |
| Millau                   | 22 013           | Millau                   |
| Villefranche-de-Rouergue | 11 712           | Villefranche-de-Rouergue |
| Onet-le-Château          | 11 070           | Rodez                    |
| Saint-Affrique           | 8 255            | Millau                   |
| Decazeville              | 5 935            | Villefranche-de-Rouergue |
| Luc-la-Primaube          | 5 767            | Rodez                    |
| Capdenac-Gare            | 4 474            | Villefranche-de-Rouergue |
| Espalion                 | 4 291            | Rodez                    |
| Aubin                    | 3 937            | Villefranche-de-Rouergue |

## Acuerdos de cooperación internacional
El departamento del Aveyron ha firmado vínculos de cooperación perdurables, en carácter de acuerdos de cooperación internacional, con las siguientes provincias o ciudades:
- Pigüé, Argentina (27 de marzo de 2006)[11]

## Galería de imágenes

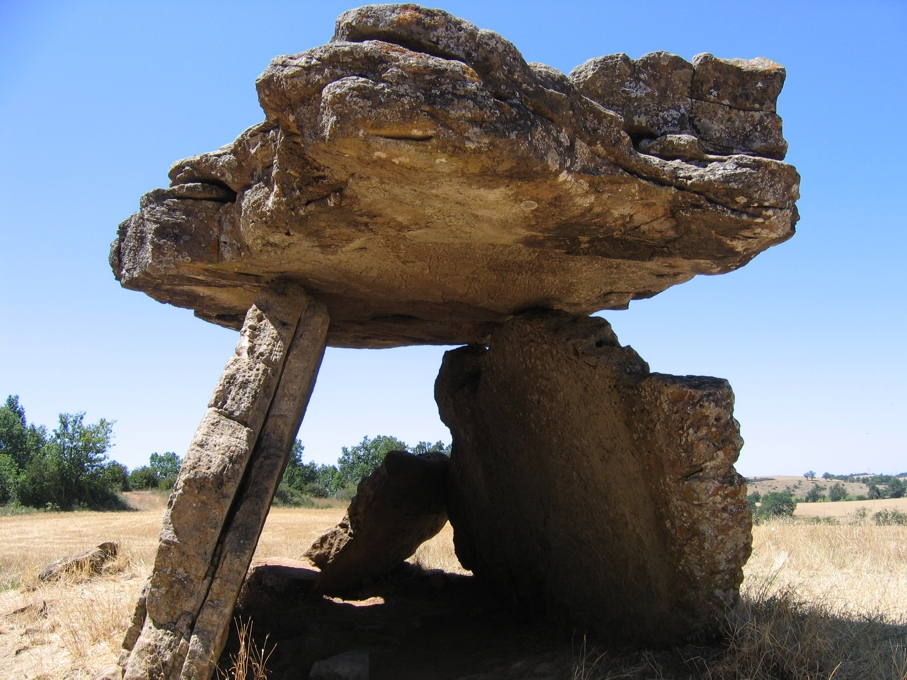
Dolmen de Tiergues
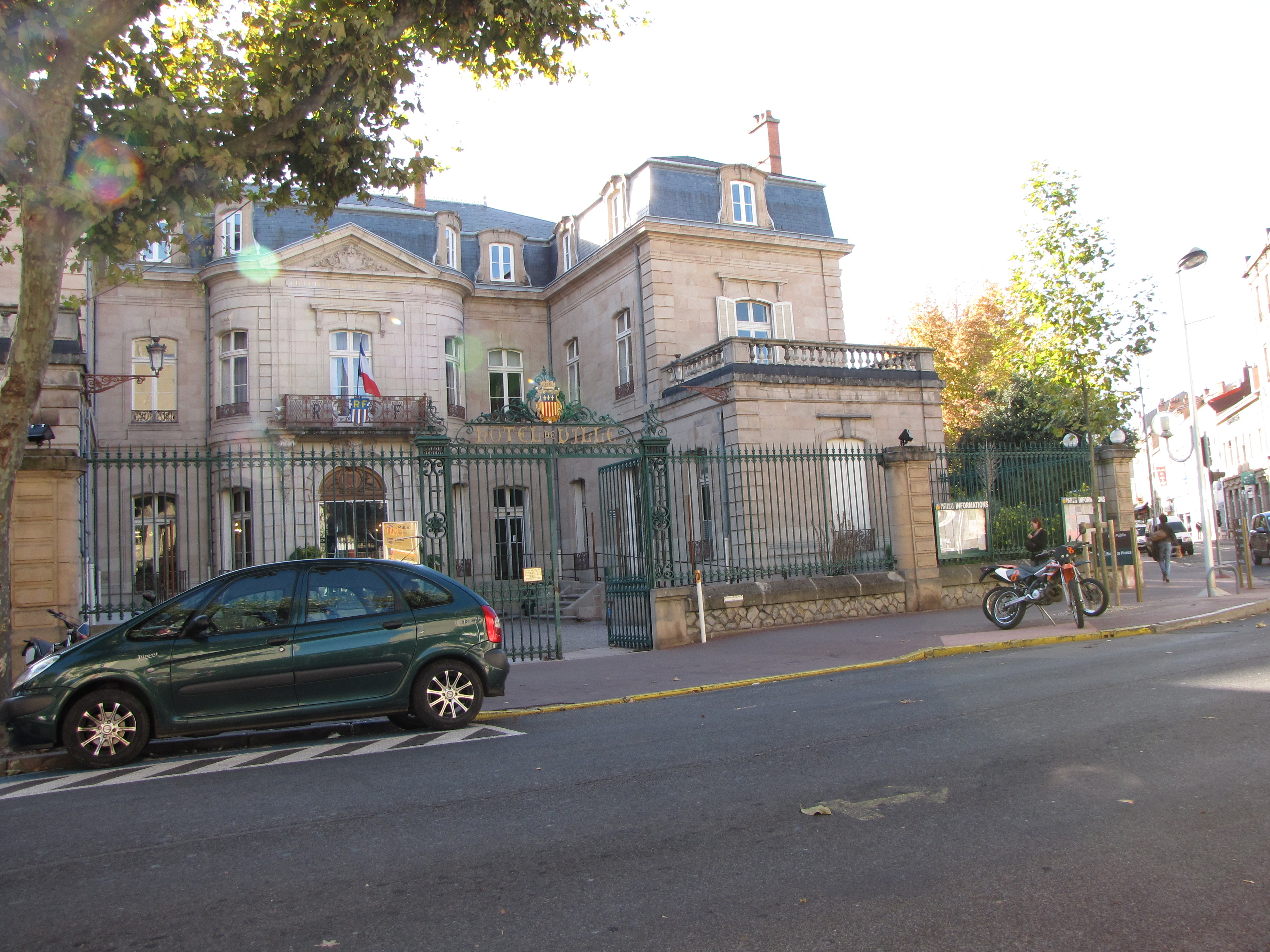
Ayuntamiento de Millau
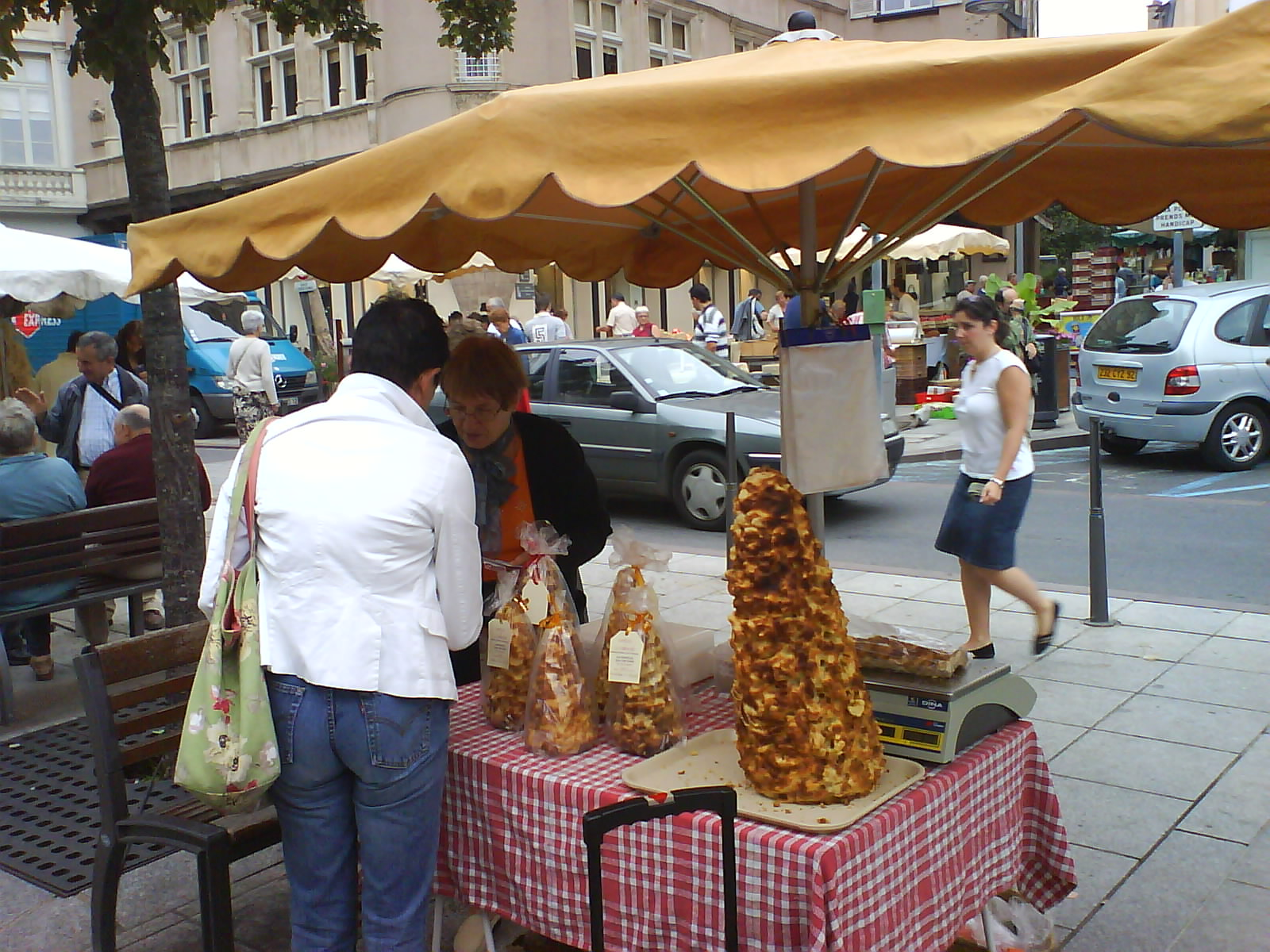
Mercado de Rodez
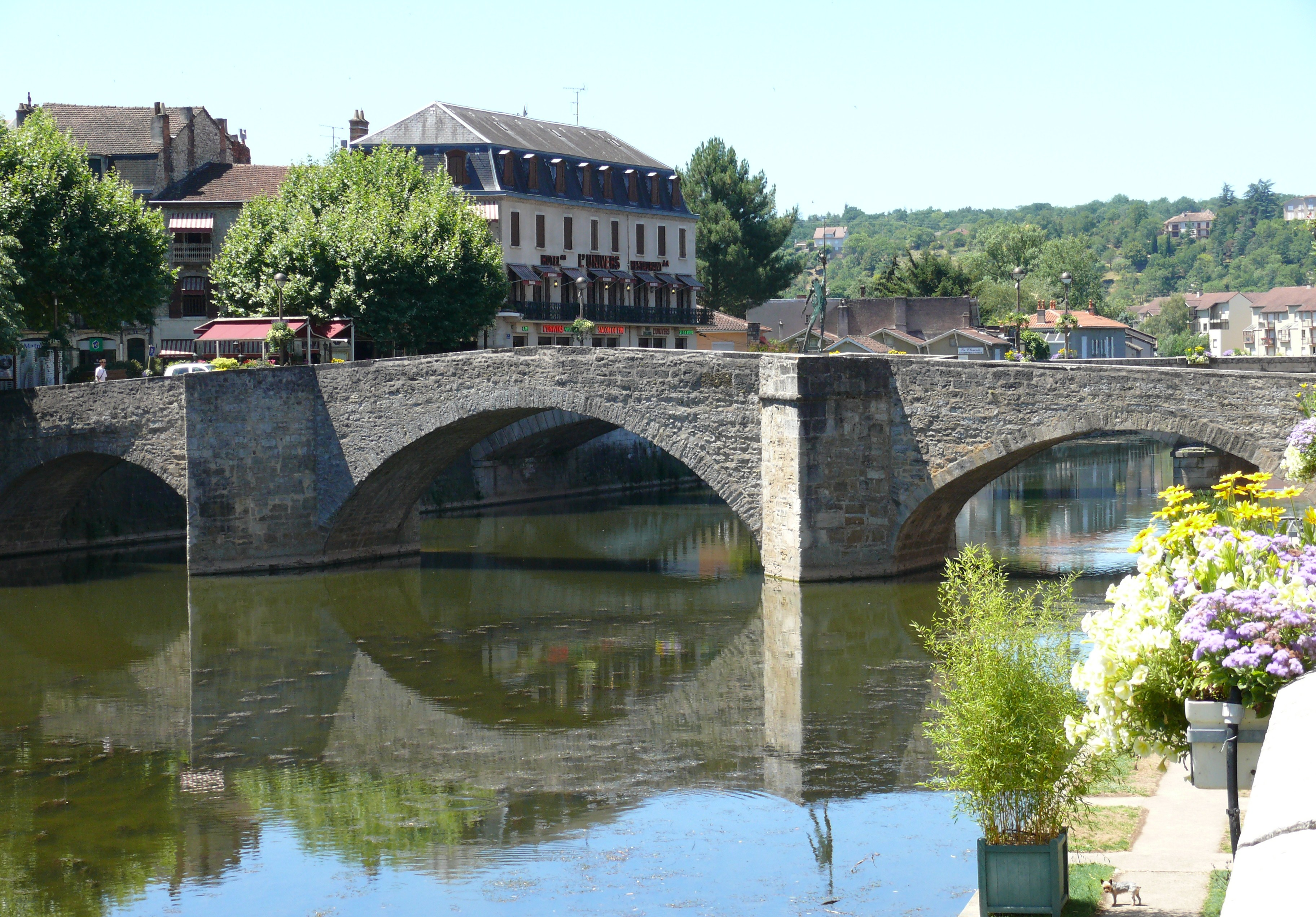
Pont des Consuls, Villefranche-de-Rouergue
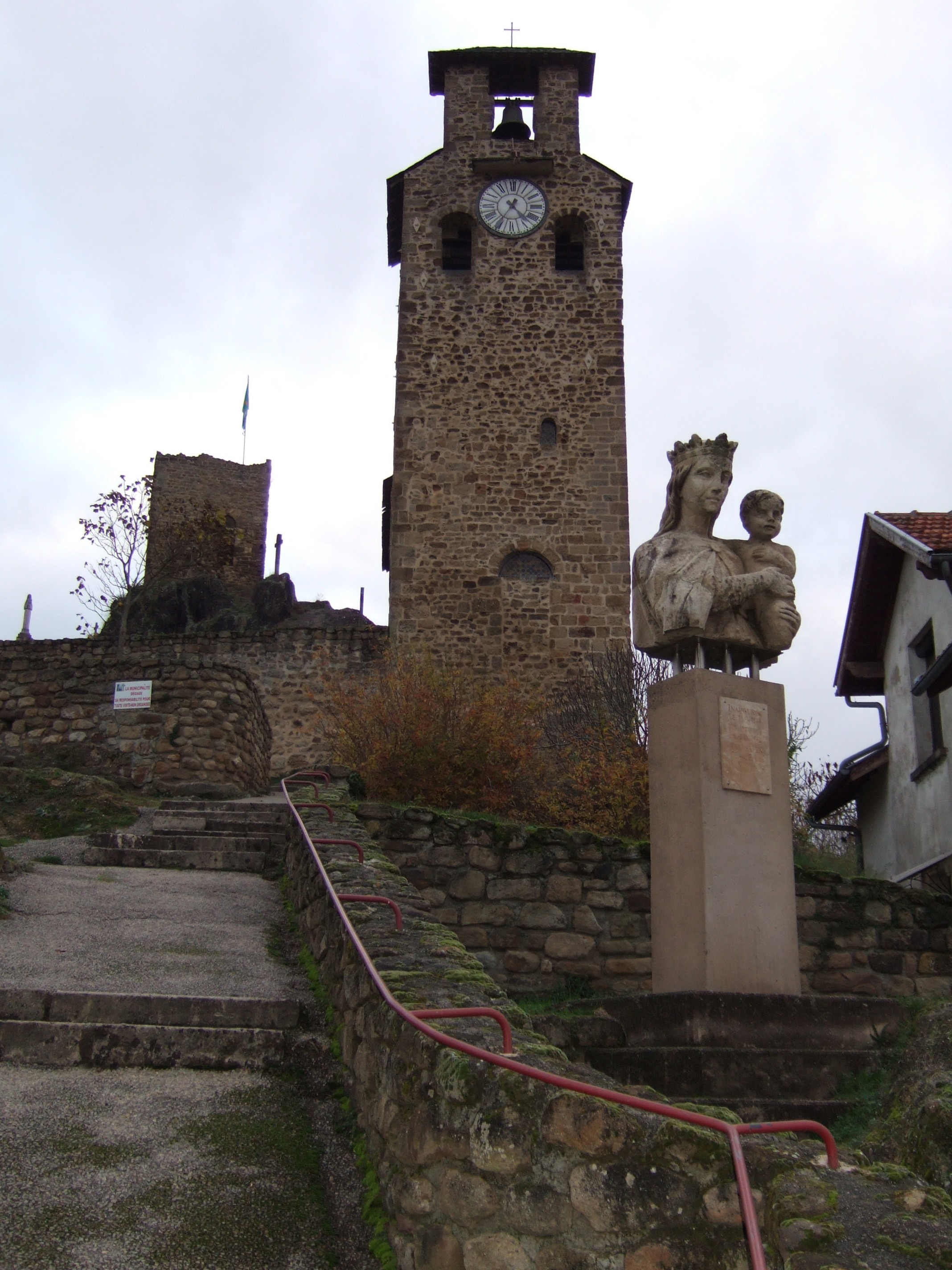
Fuerte de Aubin